# 63ª Brigata meccanizzata
La 63ª Brigata meccanizzata autonoma (in ucraino 63-тя окрема механізована бригада?, 63-tja okrema mechanizovana bryhada, unità militare А3719) è un'unità di fanteria meccanizzata delle Forze terrestri ucraine, subordinata al Comando Operativo "Ovest" e con base a Starokostjantyniv.

## Storia
Le origini della brigata risalgono al 14 marzo 2017, quando una direttiva congiunta del Ministero della difesa e dello Stato maggiore delle Forze armate ne ha predisposto la creazione in seno al Corpo di Riserva dell'esercito ucraino. Il 23 luglio dello stesso anno è stata ufficialmente costituita l'unità, inizialmente formata da riservisti provenienti dell'Ucraina occidentale e che avevano partecipato ai combattimenti nelle prime fasi della guerra del Donbass. Nell'autunno del 2017 oltre 3000 militari sono stati coinvolti nella prima sessione di addestramento della brigata presso Rivne. La performance è stata valutata positivamente anche dagli specialisti statunitensi presenti. Al termine dell'esercitazione l'unità è stata trasferita nella Zona d'operazioni antiterrorismo per prendere parte alla difesa della linea di contatto con le repubbliche separatiste di Doneck e Lugansk.
Nel luglio 2019 la brigata ha ricevuto una propria caserma, ossia la sua attuale sede presso la base militare di Starokostjantyniv, nell'oblast' di Chmel'nyc'kyj. Nel settembre 2019 è stata coinvolta nell'esercitazione militare "Cossack Will" come unità principale.
Mobilitata con l'inizio dell'invasione russa dell'Ucraina del 2022, da aprile a ottobre la brigata è stata schierata a difesa degli oblast' di Cherson e di Mykolaïv, combattendo in particolare nella testa di ponte oltre il fiume Inhulec' e nella parte settentrionale della regione. Nel mese di novembre ha preso parte alla controffensiva ucraina, conquistando la cruciale cittadina di Snihurivka e aprendo così la strada verso Cherson, liberata completamente l'11 novembre 2022. Durante questi combattimenti ha perso la vita il comandante del 105º Battaglione, tenente colonnello Mykola Krasivov.
A dicembre 2022, in seguito all'intensificarsi degli assalti russi a Bachmut, la brigata è stata trasferita nell'Ucraina orientale. Dopo la caduta di Soledar ad opera del Gruppo Wagner all'inizio di gennaio 2023 è stata impiegata a difesa della linea fortificata a nord di Bachmut con la 61ª Brigata meccanizzata e il supporto della 4ª Brigata corazzata. Fra giugno e luglio 2023, insieme a elementi della 67ª Brigata meccanizzata, ha respinto diversi tentativi di avanzata russi nell'area a sud di Kreminna, condotti attraverso il Sivers'kyj Donec dai battaglioni BARS-12, 16 e 20.
Nel gennaio 2024 la brigata ha ricevuto un nuovo stemma, un motto, e un nuovo comandante: il tenente colonnello Pavlo Jurčuk, che guidava il 21º Battaglione della 56ª Brigata motorizza all'inizio dell'invasione su vasta scala, veterano della battaglia di Mariupol' e della battaglia di Bachmut. A maggio ha respinto un assalto meccanizzato russo in direzione del villaggio di Tors'ke, distruggendo numerosi veicoli corazzati grazie al supporto dell'artiglieria. Il 6 dicembre 2024 la brigata è stata insignita del titolo onorifico "Per il Valore e il Coraggio" da parte del presidente ucraino Volodymyr Zelens'kyj. Il 12 gennaio 2025 il comandante del 55º Battaglione fucilieri, Mychajlo Koval', è morto in combattimento presso il villaggio di Jampil'. Nel marzo 2025 la brigata ha ricevuto in dotazione i dotazione i veicoli da combattimento di produzione ucraina BTR-4. All'inizio di agosto è stata trasferita dall'11º al 3º Corpo d'armata, recentemente costituito; ha inoltre subito una riorganizzazione dei reparti, sciogliendo 7 battaglioni autonomi che la componevano e ricostituendoli come unità di linea.

## Struttura
2022
- Comando di brigata
- 105º Battaglione meccanizzato (unità militare A0342)[26]
- 106º Battaglione meccanizzato (unità militare A0212)[27]
- 107º Battaglione meccanizzato (unità militare A0296)[28]
- 51º Battaglione fucilieri (unità militare A4117)[29]
- 52º Battaglione fucilieri (Ivano-Frankivs'k, unità militare A4128)[30]
- 55º Battaglione fucilieri (unità militare A4248)[31]
- Battaglione corazzato
- Battaglione sistemi senza pilota
- Gruppo d'artiglieria
  - Batteria acquisizione obiettivi
  -  38º Battaglione artiglieria semovente (unità militare A0396)[32]
  -  41º Battaglione artiglieria semovente (unità militare A0213)[33]
  - Battaglione artiglieria lanciarazzi
  - Battaglione artiglieria controcarri
- Battaglione artiglieria missilistica contraerei
- Battaglione genio
- Battaglione manutenzione
- Battaglione logistico
- Compagnia ricognizione
- Compagnia cecchini
- Compagnia guerra elettronica
- Compagnia comunicazioni
- Compagnia radar
- Compagnia difesa NBC
- Compagnia medica

2025
- Comando di brigata[34]
- 1º Battaglione meccanizzato
- 2º Battaglione meccanizzato
- 3º Battaglione meccanizzato
- Battaglione fanteria motorizzata
- Battaglione fucilieri
- 52º Battaglione fucilieri (Ivano-Frankivs'k, unità militare A4128)
- Battaglione corazzato (T-72EA)
- Battaglione sistemi senza pilota
- Gruppo d'artiglieria
  - Batteria acquisizione obiettivi
  - Battaglione artiglieria semovente (2S3 Akatsiya)
  - Battaglione artiglieria semovente (2S1 Gvozdika)
  - Battaglione artiglieria lanciarazzi (BM-21 Grad)
  - Battaglione artiglieria controcarri (MT-12 Rapira)
- Battaglione artiglieria missilistica contraerei
- Battaglione genio
- Battaglione manutenzione
- Battaglione logistico
- Compagnia ricognizione
- Compagnia cecchini
- Compagnia guerra elettronica
- Compagnia comunicazioni
- Compagnia radar
- Compagnia difesa NBC
- Compagnia medica

## Comandanti
- Colonnello Oleksandr Maruščak (marzo 2017- ottobre 2023)[35]
- Colonnello Petro Skyba (ottobre 2023 - gennaio 2024)[36]
- Colonnello Pavlo Jurčuk (gennaio 2024 - in carica)[37]